# Terengganu
Terengganu (Jawi: ترڠڬانو, pronunciat habitualment Trengganu o Tringganu) és un soldanat i estat federat constituent de Malàisia. També és conegut amb el seu títol àrab honorari, Darul Imam ("Residència de Fe").
És situat a la costa nord-est de la Península de Malàisia, i fa frontera al nord i oest amb Kelantan, al sud amb Pahang, i a l'est amb el Mar de la Xina Meridional. Les illes Pulau Perhentian també pertanyen a l'estat. Té una extensió de 12,955 km².
La ciutat costanera de Kuala Terengganu, als marges del Riu Terengganu, és la capital estatal i reial, alhora que la ciutat més important de Terengganu.

## Història

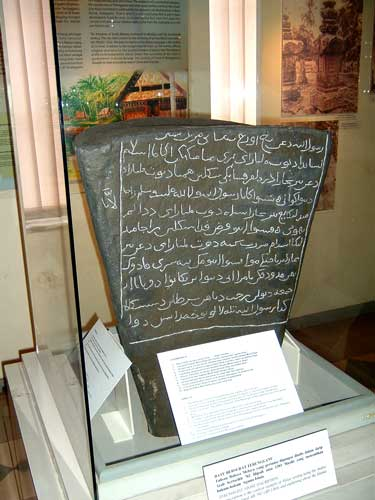
La rèplica de Batu Bersurat de Terengganu

La primera notícia certa de la instal·lació de l'islam a la zona és una inscripció del 1302 o 1303 i del 1387 a Kuala Berang, on queda constància que els musulmans ja s'havien instal·lat abans a la regió. Trengganu fou sotmesa a Malaca i després a l'estat successor Johore fins al 1722 quan es va fer independent. Vers 1775 va caure sota sobirania de Siam. A l'inici del segle xix es va nomenar el primer mufti. El sultà Omar (1839-1876) va donar importància a l'establiment de la xaria i a l'inici del segle XX era coneguda com a centre d'estudis islàmics. El 1919 es va establir el protectorat britànic. El 1922 i fins a 1928 va esclatar una revolta de camperols dirigida per ulemes musulmans. El Partit Islàmic de Malàisia (Parti Islam se Malaysia, Pan-Malaysian Islamic Party, PAS) va aconseguir algun suport i del 1959 al 1961 va dominar el govern, però no hi va tornar fins del 1999 al 2004. El govern fou dirigit pel Partit de l'Aliança (Parti Perikatan, Alliance Party) format per l'UMNO (Organització de la Unió Nacional Malaia), el MCA (Associació Xinesa Malaia), i el MIC (Congrés Indi de Malàisia) entre 1961 i 1999 (des de 1973 la coalició va agafar el nom de Barisan Nasional, Front Nacional) que va tornar a governar després del 2004.

## Districtes
- Kuala Terengganu
- Marang
- Dungun
- Kemaman
- Hulu Terengganu
- Setiu
- Besut
- Kuala Nerus

## Demografia

### Població
La seva composició ètnica el 2010 era: Malais (961.566 o 95%), xinesos (25.857 o 2,5%), hindis (2,344), altres (3,294).

### Religió
La majoria de la gent en Terengganu són musulmans; aproximadament el 96% de la població el 2010 cens.

## Educació

### Educació terciària
- Universiti Malaysia Terengganu, Kuala Nerus
- Universiti Sultan Zainal Abidin, Kuala Nerus

### Educació secundària
- Sekolah Menengah Kebangsaan Agama Sheikh Abdul Malek
- Sekolah Menengah Kebangsaan Agama Tok Jiring
- Sekolah Menengah Agama Khairiah, Jalan Sultan Omar